# پرونده صورتی
پرونده صورتی (به انگلیسی: A Study in Pink) اولین قسمت از مجموعه تلویزیونی شرلوک است که نخستین بار در ۲۵ ژوئیه ۲۰۱۰ توسط شبکه بی بی سی وان به نمایش درآمد. این قسمت از مجموعه بر پایه اقتباسی از اثر آرتور کانن دویل به نام اتود در قرمز لاکی می‌باشد.
پیش از پخش این قسمت، یک قسمت آزمایشی ۵۵ دقیقه ای به کارگردانی کوکی گیدرویچ انجام شده بود ولی بی بی سی تصمیم گرفت که قسمت آزمایشی (پایلوت) را منتشر نکند و در عوض یک فصل شامل سه قسمت ۹۰ دقیقه ای در دستور کار قرار گرفت. بدلیل اینکه میبایست تغییرات گسترده در آن صورت گیرد این مجموعه مجدداً فیلم برداری شد و پل مک‌گوگان کارگردانی آن را بر عهده گرفت. با این حال نسخه‌ی پخش نشده اولیه با محدودیت سنی بالای ۱۲ سال توسط هیئت رده‌بندی سنی فیلم‌های بریتانیا بر روی دی وی دی منتشر و به عنوان یک قسمت اضافی بر روی فصل اول قرار گرفت.

## داستان
جان واتسون، یک پزشک ارتش که در افغانستان مجروح شده است، با شرلوک هولمز آشنا می‌شود. شرلوک به دنبال کسی می‌گردد تا آپارتمان شماره ۲۲۱بی خیابان بیکر را که متعلق به صاحبخانه‌اش، خانم هادسون است، با او شریک شود. پلیس، به رهبری کارآگاه بازرس لسترید، از حل مجموعه‌ای از مرگ‌ها که به عنوان «خودکشی‌های سریالی» توصیف شده‌اند، عاجز مانده است. شرلوک برای بررسی صحنه آخرین جنایت دعوت می‌شود؛ صحنه مرگ زنی که کاملاً لباس صورتی به تن داشته و پیش از مرگش توانسته حروف «R-a-c-h-e» را روی زمین خراش دهد. شرلوک نتیجه می‌گیرد که کلمه «Rachel» (ریچل) بوده و زن اهل این شهر نبوده است. او با مشاهده این‌که چمدان زن در صحنه جنایت نیست، محله را جست‌وجو می‌کند تا اینکه آن را پیدا می‌کند؛ چمدانی که توسط قاتل دور انداخته شده بود. برچسب چمدان نشان می‌دهد که نام او جنیفر ویلسون بوده و شماره تلفنش را نیز آشکار می‌کند. با این اطلاعات، شرلوک می‌فهمد که ریچل نام دختر فوت‌شده ویلسون بوده است.
در همین حال، جان مجبور می‌شود با مردی ملاقات کند که خود را «دشمن اصلی» شرلوک می‌نامد. آن مرد به جان پیشنهاد می‌دهد در ازای پول، شرلوک را زیر نظر بگیرد، اما جان این پیشنهاد را رد می‌کند. مرد همچنین به جان می‌گوید که برخلاف تصور درمانگرش، او از اختلال اضطراب پس از سانحه رنج نمی‌برد، بلکه در واقع دلتنگ حضور در میدان نبرد است.
وقتی جان به خیابان بیکر بازمی‌گردد، شرلوک از او می‌خواهد که به تلفن همراه گمشده ویلسون پیامک بفرستد، به امید اینکه قاتل حرکتی انجام دهد. شرلوک حدس می‌زند که ویلسون تلفن خود را عمداً نزد قاتل گذاشته تا از طریق جی‌پی‌اس ردیابی شود. او با فرض اینکه «Rachel» رمز عبور ویلسون بوده است، از حساب آنلاین او برای جستجو استفاده می‌کند و سیگنال تلفن را در خیابان بیکر ۲۲۱بی پیدا می‌کند. شرلوک در خیابان تاکسی‌ای را می‌بیند که منتظر اوست و راننده تاکسی به قتل‌ها اعتراف می‌کند، اما می‌گوید که فقط با قربانیان صحبت می‌کند و آنها خودشان را می‌کشند. راننده تاکسی شرلوک را به بازی خود دعوت می‌کند و او را به مکانی دورافتاده می‌برد. در آنجا، دو شیشه کوچک که هر دو حاوی قرص‌هایی با ظاهر یکسان هستند، نشان می‌دهد: یکی بی‌ضرر و دیگری سمی است. او از قربانیانش می‌خواهد یکی از قرص‌ها را انتخاب کنند و قول می‌دهد قرص دیگر را خودش بخورد – او تهدید می‌کند که اگر قربانیان از بازی سرباز زنند، به آنها شلیک خواهد کرد.
شرلوک به زودی متوجه می‌شود که راننده تاکسی پدری جداشده از خانواده است که سه سال پیش به او گفته شده بود که در حال مرگ است. راننده اعتراف می‌کند که یک «حامی» برای «کار» خود دارد و برای هر قتلی پولی دریافت می‌کند که برای فرزندانش ارسال می‌شود. شرلوک که متوجه شده 'اسلحه' راننده یک فندک سیگار است، قصد ترک محل را دارد. اما راننده دوباره او را به چالش می‌کشد تا یکی از قرص‌ها را انتخاب کند و ببیند آیا می‌تواند در این بازی او را شکست دهد یا خیر.
در همین حین، جان سیگنال جی‌پی‌اس تلفن را ردیابی کرده و دو مرد را دنبال می‌کند. او از داخل ساختمانی مجاور، راننده تاکسی را قبل از اینکه شرلوک قرصی را که انتخاب کرده بخورد، با شلیک گلوله می‌کشد. شرلوک با اصرار از راننده می‌خواهد که بگوید آیا قرصی که انتخاب کرده بود بی‌خطر بوده یا نه و نام حامی‌اش را افشا کند. راننده قبل از مرگ تنها یک نام را به زبان می‌آورد: «موریارتی.» پلیس وارد صحنه می‌شود و شرلوک نتیجه می‌گیرد که شلیک‌کننده جان بوده است، اما حقیقت را از پلیس پنهان می‌کند. شرلوک و جان صحنه را ترک می‌کنند و با «دشمن اصلی» مرموز شرلوک روبه‌رو می‌شوند که مشخص می‌شود برادر بزرگ‌تر شرلوک، مایکرافت، است که برای دولت بریتانیا کار می‌کند. جان درمی‌یابد که مایکرافت تلاش کرده بود او را با رشوه قانع کند، اما این کار را از روی نگرانی واقعی برای شرلوک انجام داده بود. مایکرافت به منشی خود دستور می‌دهد که وضعیت نظارتی آنها را افزایش دهد.

## نکات
این قسمت عمدتا از روی اتود در قرمز لاکی اقتباس شده است ولی در طول داستان گریز هایی هم به دیگر آثار آرتور کانن دویل می‌زند. تمام عوامل فیلم ارتباط وفادارانه بین نسخه‌ی جدید و آثار نویسنده‌اش را به خوبی رعایت کرده‌اند به طوری که سعی بر این بوده تا جای ممکن از عناصر ناآشنا در جهان جنایی شرلوک هلمز استفاده نشود. موفات درباره‌ی اتود در قرمز لاکی و پرونده‌ی صورتی گفت: در داستان عناصر بسیار، و قالب های گسترده‌ای از آن وجود دارد، اما ما با آن بسیار سردرگم می‌شویم.
تام ساتکلیف از ایندیپندنت گفته که به احتمال زیاد هواداران شرلوک هلمز  تشخیص می‌دهند که در جایی که شرلوک با توجه به موبایل جان تحلیلاتی ارائه می‌دهد، از یک تحلیل تقریبا یکسان در مورد یک ساعت جیبی در نشانه چهار گرفته شده است. هم چنین حلقه‌ای که شرلوک در اتود در قرمز لاکی برای گیر انداختن قاتل از آن استفاده کرد " در نسخه‌ی مدرن به موبایل تبدیل شده است یا هنگامی که قربانی کلمه راشه را روی زمین نوشت در نسخه‌ی اصلی مقصود قربانی معنی آلمانی آن انتقام است و شرلوک هلمز در نسخه‌ی اصلی احتمال کلمه راشل را رد می‌کند، ولی در نسخه جدید کاملا برعکس است و شرلوک تفسیر کلمه راشل در مورد معنی آلمانی آن را به تمسخر گرفته و قویا می‌گوید که قربانی قصد داشته کلمه راشل را بنویسد.
همچنین صدا زدن خانم هادسون به نام خانم ترنر به رسوایی در بوهم اشاره دارد زمانی که صاحبخانه شرلوک به این نام شناخته می‌شد
کابی در نسخه اصلی به آنوریسم آئورت مبتلاست ولی قاتل پرونده صورتی آئوریسم مغز دارد.
نام قربانی دوم جیمز فیلیور است، که در واقع به پرونده‌ای در مشکل پل ثور اشاره دارد که شرلوک نتوانست آن را حل کند.
پیام هایی که شرلوک به جان واتسون می‌فرستد، تقریبا از روی تلگرافی است که شرلوک در ماجرای مرد خزنده به او می‌فرستد.
اصطلاح مشکل سه لبه که شرلوک از آن استفاده می‌کند مشابه با اصطلاح مشکل سه لوله است که او در لیگ کله قرمز ها از آن استفاده می‌کند.
تمام این تحلیل ها به روشنی وفاداری فیلم های شرلوک به نسخه های اصلی را نشان می‌دهد.

## تولید
شرلوک در ابتدا به عنوان یک پایلوت یک ساعته به کارگردانی کوکی گیدرویچ تولید شد که قرار بود در سال ۲۰۰۹ پخش شود و در صورت موفقیت مجموعه کامل نیز تولید می‌شد. با این وجود، این پایلوت که گفته می‌شد هشتصد هزار پوند هزینه در بر داشت، منجر به شایعاتی در بی بی سی و دیگر رسانه ها شد که این قسمت آزمایشی منجر به شکست است. بی بی سی در نهایت به این نتیجه رسید که پایلوت را منتشر نکند، در عوض یک سری تغییرات اساسی در آن پدید آورد که در مجموع منجر به تولید سه قسمت ۹۰ دقیقه‌ای برای فصل اول شد. روزنامه‌ی سان به عنوان یک منبع ناشناس اعلام کرد: عوامل فیلم تنها نمی‌توانستند از فیلم برداری مجدد استفاده کنند، زیرا نسخه‌ی جدید کاملا متفاوت و داستان ها پیچیده و مفصل تر بود. بنابراین مجبور شدند دوباره از اول شروع کنند.»
روزنامه‌نگار مارک لاوسون گفت: قسمت جدید فیلم برداری شده به طور قابل ملاحظه‌ای گسترش و بازنویسی شد، و از نظر ظاهری، سرعت و صدا کاملاً مجسم شد.» اولین سری از شرلوک به ترتیب معکوس تولید شد و مطالعه صورتی قسمت آخر بود. در آن زمان استیون موفات مشغول ساخت سری پنجم مجموعه دکتر هو بود. اطلاعات پیش زمینه در مورد رابطه شرلوک و مایکرافت از قسمت آخر حذف شد زیرا به نظر می‌رسید خیلی فاصله دارد. در نسخه‌ی خلبان نقش های سالی داناوان و آنجلو به ترتیب توسط زاوه اشتون و جوزف لانگ به تصویر کشیده شده بود ولی در نسخه‌ی اصلی وینت رابینسون و استنلی تاونزند جلوی دوربین قرار گرفتند.
این قسمت به جای دوره ویکتوریا در سال ۲۰۱۰ فیلم برداری شد و به همین دلیل از دستگاه های پیشرفته مانند تلفن همراه و کابین های TX1 لندن و چسب نیکوتین به جای پیپ و دیگر لوازم قدیمی استفاده شد. تبدیل پیپ به چسب نیکوتین نشان از تغییر نگرش های اجتماعی می‌دهد، در نسخه‌های قدیمی، شرلوک هلمز عموما برای تفکر بهتر به شکل افراطی پیپ می‌کشید ولی در این نسخه از چسب نیکوتین استفاده می‌کند که نشان از مدرن شدن شرلوک می‌دهد. پل مک گوگان کارگردان آن اذعان کرد که فناوری های به کار رفته در این سریال ارتباط وفادارانه با خالق خود را حفظ کرده است و مغایرتی با آن ندارد.
شرلوک هلمز همچنان در خیابان بیکر زندگی می‌کند همان طور که در نسخه‌ی اصلی هست ولی آن را در خیابان North Gower 185 فیلم برداری کرده‌اند، چون ترافیک آنجا و همچنین تمام مغازه ها و تابلوهایی که به نام شرلوک هلمز وجود دارند، فیلم برداری را عملاً ناممکن می‌کنند.

## قسمت آزمایشی
قسمت پایلوت تفاوت های عمده‌ای با نسخه‌ی سرانجام پخش شده داشت. که نمونه های مهم آن در زیر ذکر شده است.
- مایکرافت هولمز در این نسخه غایب است مگر به عنوان دریافت کننده‌ی ایمیلی که در ابتدای داستان توسط شرلوک ارسال شد.
- هیچ اشاره ای به نام موریارتی در این قسمت وجود ندارد.
- زن صورتی پوش هیچ پیغامی را برای هدایت مامورین اسکاتلندیارد روی زمین حک نمی‌کند و خود شرلوک هویت قاتل را شناسایی می‌کند.
- رویارویی نهایی شرلوک با قاتل در خیابان بیکر شماره ۲۲۱ب صورت می‌گیرد.

## پخش
این قسمت که اولین قسمت مجموعه شرلوک محسوب میشد در بریتانیا به یکی از پر طرفدارترین سریال های تلویزیونی مبدل شد که در همان شب اول پخش، در شبکه بی بی سی وان توسط ۷.۵ میلیون نفر مشاهده شد، و در آمار نهایی آمد که تقریبا ۹٫۲۳ میلیون نفر در دو شبکه بی بی سی وان و بی بی سی اچ دی در نهایت آنرا تماشا کردند، یعنی ۲۸٫۲۵ درصد کل مخاطبان بریتانیا.
ولی این فقط آمار در بریتانیا است و مطمئنا این قسمت از سریال شرلوک در جهان با استقبال فراوانی مواجه شده است.